# Krčko-lički sandžak
Krčki ili Lički sandžak bila je upravna jedinica Osmanskog Carstva nastala izdvajanjem iz Kliškog sandžaka, a o godini njegova osnivanja mišljenja se razilaze. Osnovan je oko 1580. u vrijeme osnivanja Bosanskog pašaluka pod koji je potpao (vjerojatno najkasnije do 1579. godine). Sjedište Krčko (ličkog) sandžaka bilo je u Kninu ili povremeno u Udbini. Obuhvaćao je sjeverni dio Dalmacije, Krbavu i Liku i prostirao se uz Velebit prema Senju, Brinju i Otočcu. Od Kliškog sandžaka dijelila ga je rijeka Krka. S Mletačkom Republikom graničio je od zapadne obale Vranskog jezera preko Zemunika, Karina, Obrovca do Starigrada.
Krčko-lički sandžak je stvoren izdvajanjem dijelova Kliškog i Bosanskog sandžaka. Obuhvaćao je hrvatske krajeve. Protezao se Kotarima, Krbavom i Likom. Gornji i Donji Kotari su krajevi između Zrmanje i Krke, na prostorima starohvatske županije Luke. Uz utvrđeni Knin, 1620. ovdje je zabilježeno 27 tvrdih gradova i varoši. Kapetanije su bile sa sjedištem u Donjem Obrovcu, Islamu, Kninu, Nadinu, Skradinu, Udbini i Zemuniku. Skradinski kadija imao je nadležnost i na dijelove Kliškog sandžaka, zbog čega je stolovao u Livnu.
Svojim položajem u Osmanskom Carstvu bio je pogranični sandžak, čije su utvrde i gradovi činili sastavni dio serhata. Prvi lički sandžakbeg bio je vrlo iskusan ratnik i krajišnik Arnaud Mehmed Memi-beg.
Iz ovog je sandžaka iselila velika skupina Hrvata 1610. godine u Bačku. Radi se o skupini Hrvata koja je pobjegla nakon što se 1583. nije uspjelo osloboditi Klis. Dio je bunjevačkih Hrvata izbjeglo u Liku, a 860 je obitelji smjestilo se oko Bakra. Iz ove su skupine Hrvati koji su 1610. iz Like odselili u Podunavlje. Seoba je bila posljedica zlostavljačke vlasti bega Ličkog sandžaka Memibegovića. Kršćani se digoše na ustanak protiv Memibegovićeva zlosilja, no osmanske vlasti su ugušile ustanak te je prijetila odmazda. Stanovnicima je bilo dosta svega, nisu željeli trpiti povratak zuluma koji je bio prije ustanka niti su željeli doživjeti osvetu. Franjevci, koji su bili narodu privržena inteligencija, a proizašla iz tog samog naroda, preuzeše stvar u svoje ruke. Znajući dobro kakva je situacija bila u pojedinim krajevima pod osmanskom i austrijskom vlašću, organizirali su seobu naroda. Tako su Hrvati iz Ličkog sandžaka iselili u Bačku.
Osnivanjem sandžaka bio je osnovan i kadiluk Krka sa sjedištem u Kninu. Godine 1638. spomenuta je u izvorima i druga sudsko-upravna jedinica-kadiluk Kotari. Sjedište tog kadiluka bilo je u Zemuniku. U Kandijskom ratu južni dijelovi sandžaka bili su poprište žestokih borbi. Nakon što je mletačka vojska 1647. osvojila Zemunik, Nadin, Karin, Novigrad, Vranu i Skradin, zatim 1648. Drniš, Knin i Klis, nije poznato kamo je bilo premješteno sjedište kadiluka Krka. Ponovnim zauzimanjem Knina 1654. i drugih gradova, bili su spomenuti kadiluci obnovljeni, da bi 1675. kadiluk Kotari bio pripojen kadiluku Krka.